# Бахчиванджі Григорій Якович
Григорій Якович Бахчиванджі́ (рос. Григорий Яковлевич Бахчиванджи; 7 (20) лютого 1909 — 27 березня 1943) — радянський льотчик-випробувач, Герой Радянського Союзу (1973 — посмертно).

## Біографія
Народився 7 (20) лютого 1908 року в станиці Бриньковська Приморсько-Ахтарського району Краснодарського краю, у родині грецького походження, там само закінчив сім класів школи. Трудову діяльність почав з 1925 року в місті Приморсько-Ахтарськ, де працював у ливарній майстерні, потім помічником машиніста паровоза у депо станції Ахтар.
У 1927 році переїхав до міста Маріуполь Донецької області, де брав участь у будівництві Заводу імені Ілліча і надалі працював на ньому слюсарем-трубопрокатником мартенівського цеху. В 1931-му IX з'їзд комсомолу взяв шефство над Військово-Повітряними силами Червоної Армії та комсомолець Григорій Бахчиванджі, виконуючи рішення з'їзду, добровільно попросився в авіацію.
З 1931 року в лавах Робітничо-Селянської Червоної Армії (РСЧА). Член ВКП(б) з 1932 року. В 1933 році закінчив авіатехнічне училище, а в 1934 у — Оренбурзьку школу пілотів. За зразковий показ техніки пілотування і глибокі знання авіаційної техніки льотчика направляють в Науково-дослідний інститут Військово-повітряних Сил РСЧА на льотно-випробувальну роботу. Спочатку льотчик працював на розвідувальних літаках, потім на винищувачах. Пізніше йому доручили проведення випробувань нових авіамоторів у польоті.
З початком Німецько-радянської війни льотчик добровільно йде на фронт у складі 402-го ВАП, сформованого на базі НДІ ВПС, льотчик-винищувач. Брав участь в обороні Москви. Здійснив 65 бойових вильотів на літаку МіГ-3, провів 26 повітряних боїв. Збив особисто два ворожих літаки і 3 в групі. У серпні 1941 року льотчику присвоюється військове звання капітана, і він відряджається на базу НДІ ВПС у місто Свердловськ (нині Єкатеринбург), для випробування першого реактивного винищувача БІ-1.
17 жовтня 1942 року за мужність і героїзм, проявлені на фронті, Бахчиванжі нагороджується першим орденом Леніна. 20 лютого 1942 року при випробувальному запуску двигуна БІ-1 на стенді стався вибух. Струмінь азотної кислоти під тиском потрапив в обличчя провідному інженерові Арвіду Володимировичу Палло, головка двигуна, зірвавшись з кріплень, пролетіла між баками з азотною кислотою і вдарилася об броньовану спинку сидіння пілота, зірвавши кріпильні болти. Григорій Бахчиванджі вдарився об приладову дошку і розсік чоло, але, незважаючи на подію, від продовження випробувань не відмовився і, повернувшись зі шпиталю, більш активно включився в роботу.
Вже 15 травня 1942 року легендарний льотчик виконав перший політ на БІ-1 з працюючим рідинним ракетним двигуном. Політ був проведений з аеропорту «Кольцово» у Свердловську.
Загинув Бахчиванджі 27 березня 1943 року під час чергового випробувального польоту. Завдання льотчикові на його останній політ передбачало доведення швидкості горизонтального польоту до 800 км/год на висоті 2000 метрів. За спостереженням з землі політ аж до кінця роботи двигуна на 78-й секунді протікав нормально. Після закінчення роботи двигуна винищувач, що знаходиться в горизонтальному польоті, на швидкості понад 900 км/год, плавно увійшов у піке і під кутом 50º вдарився об землю. Машина впала за шість кілометрів на південь від аеродрому. Похований був льотчик під містом Свердловськом (нині Єкатеринбург) — на цвинтарі селища Малий Істок, розташованого неподалік від аеропорту «Кольцово». У лютому 1963 року на могилі встановлено обеліск.
Рішення про будівництво 30-40 дослідних машин було скасовано, хоча льотчик-випробувач Б. М. Кудрін деякий час ще продовжував випробування ракетного перехоплювача.
Розкрити таємницю загибелі Бахчиванджі вдалося лише через декілька років. При випробуваннях моделей в аеродинамічній трубі великих швидкостей було виявлено явище затягування літака в піке, боротися з яким тоді не вміли. Воно було вивчено на практиці інженером-льотчиком О. Г. Кочетковим та іншими випробувачами.

## Нагороди, пам'ять
Указом Президії Верховної Ради СРСР від 28 квітня 1973 року капітан Бахчиванджі Григорій Якович посмертно удостоєний звання Героя Радянського Союзу.
Нагороджений двома орденами Леніна і медалями.

Анотаційна дошка на вулиці Бахчиванджі в Маріуполі

Пам'ятники герою встановлені: в станиці Бриньковська (на батьківщині льотчика); в аеропорту «Кольцово» міста Єкатеринбург, у місті Приморсько-Ахтарськ Краснодарського краю, на могилі у селищі Малий Істок Свердловської області.
Ім'я героя увічнено у назвах:
- селища льотчиків при аеродромі «Чкаловський» (Москва) та прилеглої залізничної платформи приміського сполучення;
- кратера на звороті Місяця;
- вулиць у Єкатеринбурзі, Донецьку, Маріуполі, Ахтубінську і інших містах СНД;
- Загальноосвітньої школи при НДІ ВПС (місто Єкатеринбург).

Про нього написано багато нарисів, книг, знято документальний фільм, його подвиг ліг в основу багатьох художніх кінострічок, випущена пам'ятна медаль з викарбуваним зображенням героя.
Відома також фраза Юрія Гагаріна:

«Без польотів Григорія Бахчиванджі, можливо, б не було і 12 квітня 1961 року».